# Icicle Creek
Der Icicle Creek ist ein Bach im Chelan County im US-Bundesstaat Washington. Er entspringt am Josephine Lake nahe dem Hauptgrat der Kaskadenkette und fließt generell ostwärts bis zu seiner Mündung in den Wenatchee River nahe Leavenworth. Das  Einzugsgebiet des Icicle Creeks ist bergig und zum größten Teil unkultiviertes Land im Wenatchee National Forest und der Alpine Lakes Wilderness. Die letzten sechs Meilen (9,6 km) des Laufs sind mit Streusiedlungen und Weiden, einem Golfplatz, einem Kindercamp, einer kleinen Wohnanlage namens Icicle Island Club und der Leavenworth National Fish Hatchery moderat kultiviert. Bei Flusskilometer 9,01 wird etwas Wasser aus dem Bach zur Nutzung in der Stadt Leavenworth abgezweigt. Nahe Leavenworth folgt der barrierefreie Icicle Creek Nature Trail, ein 2005 als solcher ausgewiesener National Recreation Trail, etwa 1,6 km einem historischen Flusslauf.
Der Name des Icicle Creek stammt vom indianischen Wort na-sik-elt, was „enger Canyon“ bedeutet. Nach Albert H. Sylvester, Topograph und langjähriger Erkunder des Forest Service, solle man „den Buchstaben n am Anfang und den Buchstaben t am Ende des Wortes“ ersetzen „und man bekommt praktisch das indianische Wort.“

## Verlauf
Der Icicle Creek beginnt als Abfluss des Josephine Lake, weniger als eine Meile (1,6 km) vom Gipfel der Kaskadenkette und den Quellen des Tunnel Creek, einem Zufluss des westwärts fließenden Skykomish River. Der Stevens Pass liegt ein paar Meilen nördlich des Sees. Der Pacific Crest Trail verläuft an der Westseite des Sees. Der Josephine Lake liegt in einer Höhe von 1.427 Metern. Der Icicle Creek fließt südwärts durch ein tiefes und enges Tal. Nach wenigen Meilen wendet er sich nach Südost und sein Tal bekommt eine klassische gletschergeprägte U-Form. Nahe dem Flusskilometer 35,4 beginnt der Icicle Creek, sich mehr nach Süden zu wenden, kurz nachdem der Spanish Camp Creek ihm von Nordosten zugeflossen ist. Der Spanish Camp Creek und seine Quellflüsse entwässern die hochalpine Westseite der Icicle Ridge vom Grindstone Mountain bis zum Cape Horn und dem Ladies Pass.

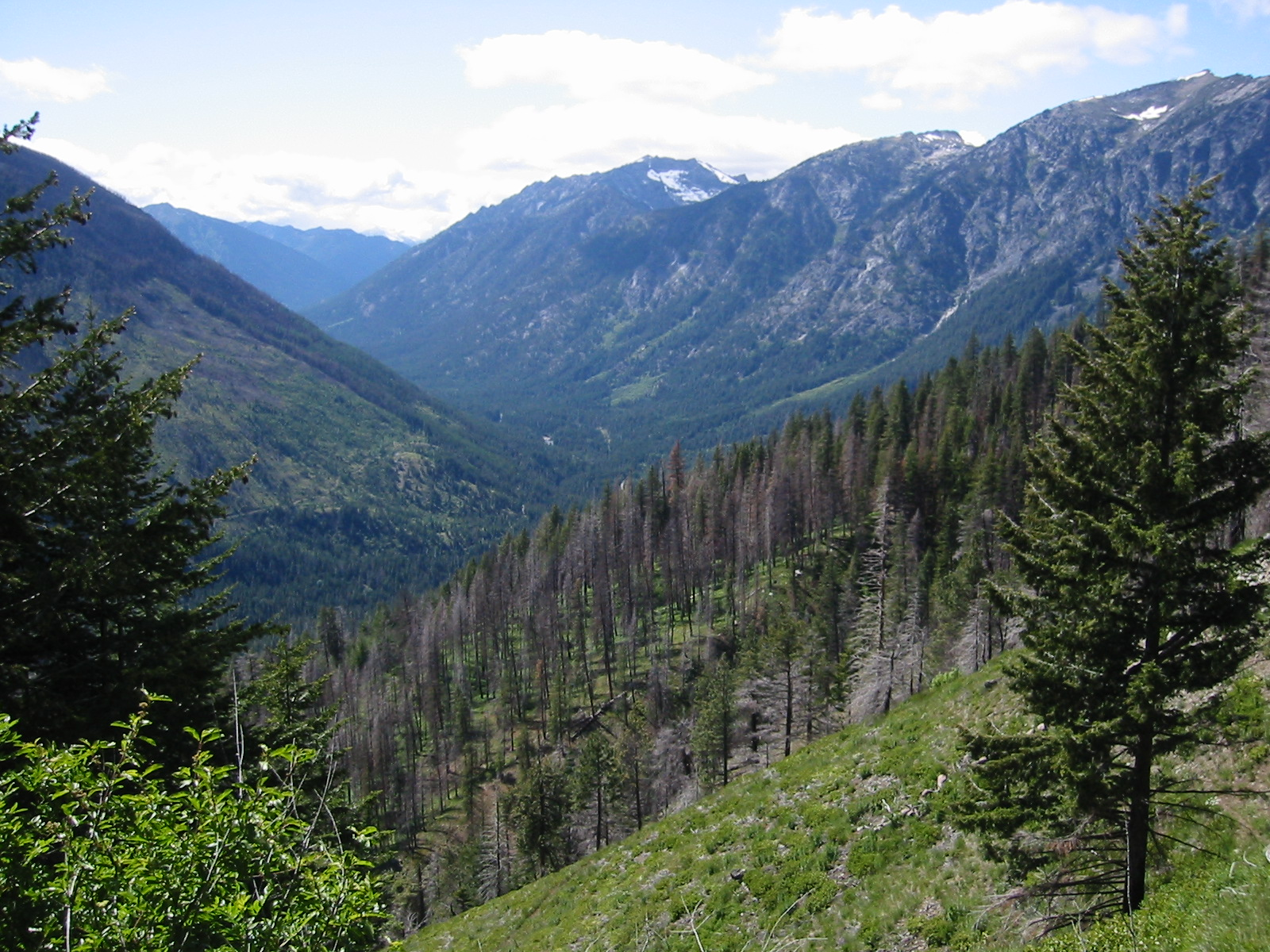
Der Icicle Creek verläuft in diesem Blick vom Fourth of July Creek zwischen dem Nordsattel des Cashmere Mountain (links) und der Icicle Ridge (rechts)

Kurz unterhalb der Mündung des Spanish Camp Creek mündet der French Creek von Westen kommend. Der French Creek ist einer der Hauptzuflüsse des Icicle Creek. Er fließt meilenweit durch ein Trogtal. Seine vielen Zuflüsse entwässern eine Reihe von Gipfeln und Bergketten entlang des Hauptgrates der Wenatchee Mountains, zu denen der Granite Mountain, The Cradle und der Highchair Mountain gehören. Nahe dem Ende des French Creek Valley liegt der Paddy-Go-Easy Pass, welcher zum Cle Elum River Valley hinüberführt. Unterhalb der Mündung des French Creek verlässt der Icicle Creek die Alpine Lakes Wilderness, und kurz darauf mündet der Black Pine Creek von Süden kommend am Flusskilometer 32. Der Black Pine Campground liegt nahe der Mündung. Der Boggy Creek fließt nahe dem Rock Island Campground zu. Etwa eine Meile (1,6 km) unterhalb dessen fließt von Süden der Jack Creek zu, ein weiterer Hauptzufluss. Wie der French Creek fließt auch der Jack Creek durch ein langes, tiefes Trogtal und entwässert einen Teil des Hauptkamms der Wenatchee Mountains. Der Jack Creek entspringt in mehreren Quellbächen, die die hochalpine Region nahe dem Stuart Pass, dem Ingalls Peak und dem Mount Stuart entwässern.
Unterhalb der Mündung des Jack Creek fließt dem Icicle Creek von Norden der Chatter Creek zu. Der Chatter Creek Campground liegt nördlich des Icicle Creek nahe der Mündung des Chatter Creek. Mehrere Zuflüsse münden unterhalb des Chatter Creek wie der Hoxsey Creek, der Bob Creek, der Doctor Creek, der Ida Creek, der Big Slide Creek, der Jay Creek, der Johnny Creek und der Victoria Creek. Gleichnamige Campgrounds liegen an den Mündungen des Ida Creek und des Johnny Creek. Eine Reihe kleinerer Bäche münden unterhalb des Victoria Creek, so der Fourth of July Creek. Der Bridge Creek fließt von Norden am Bridge Creek Campground zu.
Am Flusskilometer 12,87 wird der Icicle Creek vom Eightmile Creek verstärkt, einem größeren Zufluss. Der Eightmile Creek und seine Zuflüsse Mountaineer Creek und Pioneer Creek entwässern ein großes Gebiet im Südwesten, welches die Gipfellagen der Wenatchee Mountains erreicht. Es gibt eine Reihe von Seen im Eightmile Creek Basin, zu denen der Eightmile Lake, der Lake Caroline, der Colchuck Lake, der Lake Stuart, der Jack Lake und der Horseshoe Lake gehören. Die hauptsächlich entwässerten Berge sind der Mount Stuart, der Sherpa Peak, der Argonaut Peak, der Colchuck Peak und der Dragontail Peak. Diese Gipfel gehören zu den höchsten in den Wenatchee Mountains. Mount Stuart ist der höchste nicht-vulkanische Berg in Washington. Diese hohen Berge sind als Stuart Range bekannt. Die Kette enthält eine Reihe von Gletschern, nennenswert sind der Colchuck-Gletscher, der Sherpa-Gletscher und der Stuart-Gletscher. Der Eightmile Campground liegt am Icicle Creek, etwas unterhalb der Mündung des Eightmile Creek.
Unterhalb der Mündung des Eightmile Creek fließt dem Icicle Creek von Süden der Rat Creek zu, welcher von den Nordhängen von Cannon Mountain, Enchantment Peaks, Prusik Peak und The Temple kommt. Es gibt mehrere Bergseen in dieser Region. Knapp oberhalb von Flusskilometer 8,04 fließt dem Icicle Creek von Süden der Snow Creek zu, ein nennenswerter Zufluss. Der Snow Creek kommt aus dem Herzen der Region The Enchantments mit hochalpinen Seen zwischen den Enchantment Peaks und der Stuart Range.
Unterhalb der Mündung des Snow Creek in den Icicle Creek verlässt dieser den Wenatchee National Forest und erreicht ein halbwegs entwickeltes Gebiet nahe Leavenworth. Sein Tal weitet sich und der Bach mäandriert in weiten Schleifen. Er passiert die Leavenworth National Fish Hatchery und eine Reihe einzelner Höfe, bevor er etwa eine Meile (1,6 km) südlich von Leavenworth in den Wenatchee River mündet.

## Natur
Nach den 1993 gesammelten Monitoring-Daten bestimmte das Washington State Department of Ecology die Wasserqualität des Icicle Creek als gut und „die Erwartungen erreicht oder übertroffen und praktisch ohne Bedenken“.

## Zuflüsse

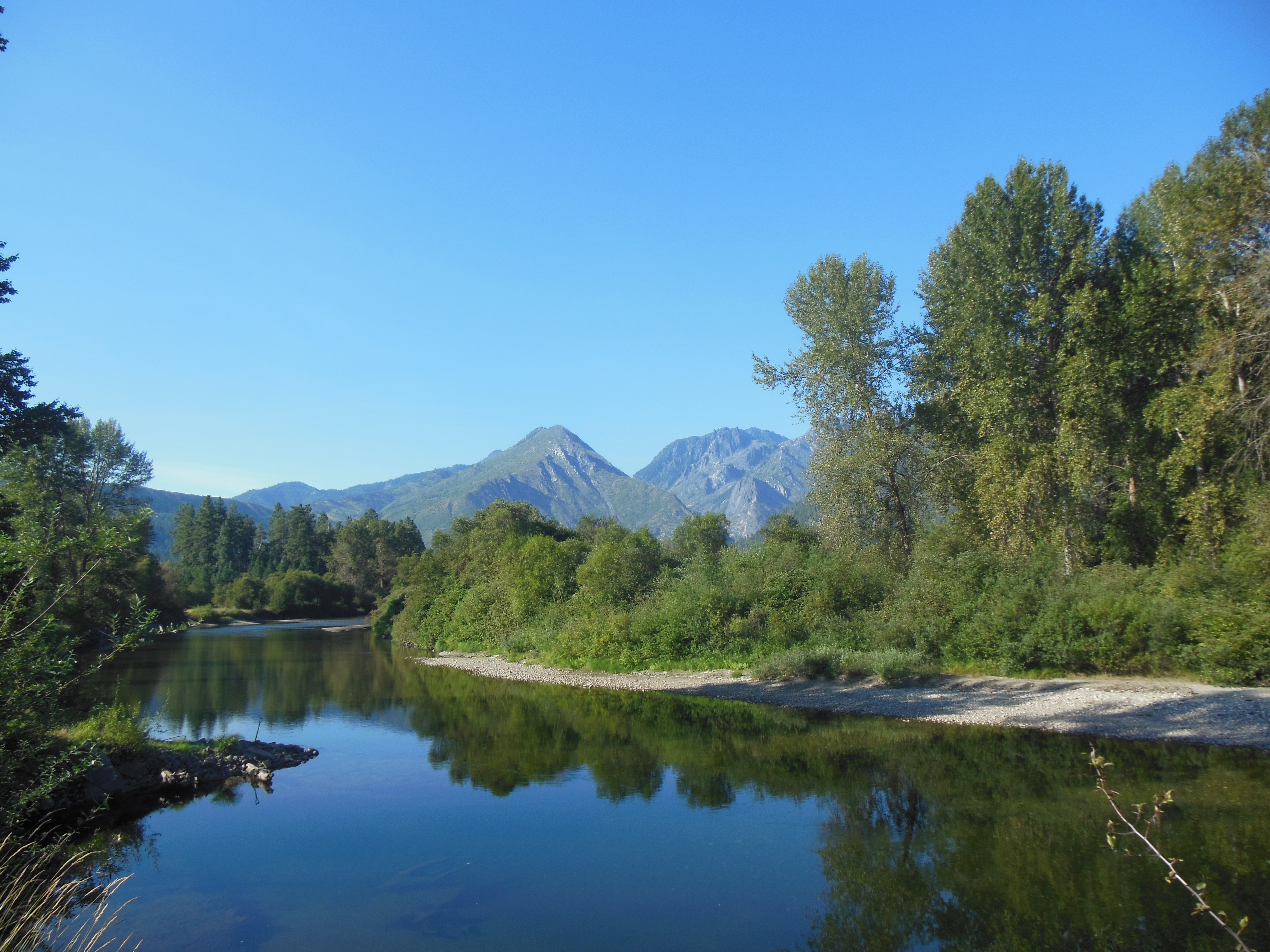
Der Fluss nahe seiner Mündung, Blick stromaufwärts

Die folgende Liste ist von der Mündung flussaufwärts geordnet und nicht vollständig:
- Snow Creek
  - Toketie Creek
- Rat Creek
- Lion Creek
- Eightmile Creek
  - Mountaineer Creek
  - Pioneer Creek
- Bridge Creek
- Fourth of July Creek
- Mac Creek
- Victoria Creek
- Johnny Creek
- Jay Creek
- Big Slide Creek
- Ida Creek
- Doctor Creek
- Bob Creek
- Hoxsey Creek
- Chatter Creek
- Trout Creek
- Jack Creek
  - Meadow Creek
  - Van Epps Creek
- Boggy Creek
- Grindstone Creek
- Black Pine Creek
- French Creek
  - Snowall Creek
- Spanish Camp Creek
- Frosty Creek
- Doughgod Creek
- Cuitin Creek
- Leland Creek
  - Prospect Creek
- Chain Creek
- Trapper Creek
  - Basin Creek